# ウェディングピーチ FURIL
『ウェディングピーチ FURIL』（ウェディングピーチ・フリル）は、日本の声優ユニット・FURILのデビューアルバム作品。1995年7月21日にキングレコードより発売された。全12曲。

## 概要
テレビアニメ『愛天使伝説ウェディングピーチ』の主題歌の「夢見る愛天使」と「21世紀のジュリエット」両曲のマキシ・バージョンを収録。
曲間には『愛天使伝説ウェディングピーチ』の主役3人それぞれのモノローグも収録。

## 曲目リスト
1. Lucky & Happy[1]
  - 作詞・作曲：岡崎律子／編曲：光宗信吉／コーラス・コーラスアレンジ：岡崎律子
2. あなたの天使になりたい
  - 作詞：泉スフレ／作曲：岡崎律子／編曲：光宗信吉／コーラス・コーラスアレンジ：岡崎律子
3. Intermission I
4. あなたがいるから
  - 作詞・作曲・編曲：松浦有希
5. ときめきながら For You
  - 作詞：泉スフレ／作曲：奥井雅美／編曲：矢吹俊郎／コーラス：奥井雅美
6. 夢見る愛天使
  - 作詞：松葉美保／作曲：岡崎律子／編曲：岩本正樹
  - TX系アニメ『愛天使伝説ウェディングピーチ』オープニングテーマ
7. Intermission II
8. 瞳の奥で抱きしめて
  - 作詞・作曲・編曲：松浦有希
9. ずっと逢いたかった
  - 作詞・作曲・編曲：松浦有希
10. Intermission III
11. 21世紀のジュリエット
  - 作詞：織田ゆり子／作曲：工藤崇／編曲：岩本正樹
  - TX系アニメ『愛天使伝説ウェディングピーチ』エンディングテーマ
12. 愛と美をこの胸に
  - 作詞：中沢ふみえ／作曲：尾関裕司／編曲：西沢明